# Cathédrale de Sant'Angelo dei Lombardi
La cathédrale de Sant'Angelo dei Lombardi ou cathédrale Saint-Antonin-Martyr (en italien : cattedrale Sant'Antonino martire) est une église catholique romaine de Sant'Angelo dei Lombardi, en Italie. Il s'agit de la cathédrale de l'archidiocèse de Sant'Angelo dei Lombardi-Conza-Nusco-Bisaccia. Elle est dédiée à saint Antonin d'Apamée, martyr en Syrie au début du IVe siècle. 

## Histoire
La cathédrale primitive de Sant'Angelo dei Lombardi a été construite à l'époque normande entre 1073 et 1085. Au cours des siècles, elle a subi plusieurs reconstructions et restaurations causées principalement par les fréquents tremblements de terre, jusqu'à sa profonde transformation au XVIe siècle. Après le tremblement de terre de 1980, l'église a fait l'objet d'une dernière restauration.

## Architecture et œuvres d'art
La façade en travertin du XVIe siècle comporte trois portails, dont celui du centre est daté de 1734. Il est surmonté de trois statues d'époque normande, représentant le Christ Rédempteur et à ses côtés saint Michel Archange, patron de la ville, et saint Antonin le Martyr, titulaire de la cathédrale. L'église est flanquée d'un clocher.
À l'intérieur, elle a la forme d'une croix latine avec trois nefs, un transept et une abside. Dans le transept, on trouve deux autels latéraux de grande valeur, l'un de style néoclassique provenant de l'abbaye de Goleto située à Sant'Angelo dei Lombardi, et l'autre en stuc. 
Dans l'abside, outre le chœur en bois du XVIIIe siècle, on trouve un précieux crucifix également en bois du XVIe siècle. D'autres statues du XVIIIe siècle embellissent les nefs de l'édifice : parmi elles, des statues dédiées à saint Antonin, à saint François de Paule, à Marie Immaculée (de 1762) et à sainte Lucie. 
Parmi les peintures les plus significatives sont celles de Michele Ricciardi (it) représentant la Madone de Montevergine (1744), et le Christ Rédempteur de Domenico Antonio Vaccaro. Dans la crypte se trouvent les tombes de plusieurs évêques de l'archidiocèse.

## Source
- (it) Cet article est partiellement ou en totalité issu de l’article de Wikipédia en italien intitulé « Duomo di Sant'Angelo dei Lombardi » (voir la liste des auteurs).